# Capheris haematilis
Capheris haematilis är en spindelart som beskrevs av Simon 1910. Capheris haematilis ingår i släktet Capheris och familjen Zodariidae.
Artens utbredningsområde är Namibia. Inga underarter finns listade.